# Зелёный мэр
«Зелёный мэр» — российский политический сериал режиссёра Фёдора Балвановича с Ильёй Маланиным и Валерией Чекалиной в главных ролях. Его премьера состоялась 20 августа 2021 года на КиноПоиск HD. Рецензенты охарактеризовали «Зелёного мэра» как очень наивный проект с точки зрения сюжета.

## Сюжет
Главный герой сериала Кирилл возвращается из Москвы на свою родину, в город Краснохолмск, и видит, что там происходит полноценная экологическая катастрофа. Местная фабрика сливает отходы в реку, заповедные леса бесконтрольно вырубают, а вокруг города плодятся стихийные свалки. Кирилл решает избираться в мэры, чтобы изменить ситуацию.

## В ролях
| Актёр               | Роль            |
| ------------------- | --------------- |
| Илья Маланин        | Кирилл          |
| Вероника Мохирева   | Таня            |
| Матвей Зубалевич    | Куликов-старший |
| Алексей Сахаров     | Куликов-младший |
| Валерия Чекалина    | подруга Тани    |
| Василий Копейкин    | Миха            |
| Екатерина Каратеева | Настя           |
| Евгений Шварц       | Игорь           |
| Григорий Сиятвинда  | Зуев            |
| Владимир Стержаков  | директор ТЦ     |
| Филипп Ершов        | Ярик            |

## Создание и оценки
Производством сериала занималась киностудия Prospect Production при поддержке Института развития интернета. Идея шоу принадлежит Илье Ипатову и Алексею Слущеву, режиссёром стал Федор Балванович, главные роли сыграли Илья Маланин, Василий Копейкин, Филипп Ершов, блогер и модель Валерия Чекалина. 16 августа 2021 года вышел трейлер. Премьерный показ сериала, включающего восемь эпизодов, проходил с 20 августа по 10 сентября 2021 года на КиноПоиск HD.
Обозреватель «Газеты.ру» охарактеризовал «Зелёного мэра» как «экологическую комедию», поражающую своей попыткой показать честные выборы в современной России. Сериал, по словам рецензента, «наивен до скрипа в зубах и без стеснения движется на откровенном популизме, но с какого-то момента эти наивность и популизм начинают очаровывать». По мнению Ивана Афанасьева («7дней.ру»), «сочетание наивной комедии с „Карточным домиком“ экологического разлива» получилось слишком «недееспособным»; к тому же авторы сериала часто заполняют экранное время «клипами под модную музыку» вместо того, чтобы придумывать «нормальный сюжет».